# Constructa-Neff
Die Neff GmbH (Vertriebsgesellschaft Constructa-Neff Vertriebs-GmbH) ist ein Hersteller von Einbau-Haushaltsgeräten.
Am Produktionsstandort Bretten (Baden-Württemberg) beschäftigt das Unternehmen im dortigen 105.000 m² großen Stammwerk rund 1.300 Mitarbeiter, die jährlich etwa 1,5 Mio. Geräte produzieren. Die Unternehmensbereiche Vertrieb, Vermarktung und Gestaltung werden vom Standort München aus koordiniert. Neff wird international in Großbritannien, Frankreich, Spanien, Italien, Österreich, Griechenland, Zypern, Niederlande, Belgien, Luxemburg, Russland und Israel vertrieben.
Seit 1982 ist die Neff GmbH eine 100%ige Tochtergesellschaft der BSH Hausgeräte GmbH. Später wurde die Vertriebsgesellschaft zusammen mit Constructa unter die Constructa-Neff Vertriebs-GmbH zusammen gelegt.

## Firmengeschichte
Im Jahre 1877 gründete Schlossermeister Carl Andreas Neff das Unternehmen im Gehöft des damaligen Zähringer Hofes mit sechs Gesellen als Handwerksbetrieb. Kohleherde und etwas später Bäckerei- und Kohlebacköfen wurden unter dem Namen “Carl Neff Herd- und Ofenfabrik” hergestellt. 1910 beschäftigte die Produktionsstätte bereits 40 Betriebsangehörige, 1931 waren es mittlerweile 100 Angestellte. Nach dem Zweiten Weltkrieg waren 60 % des Werks zerstört, der Neubeginn erfolgte mit zunächst sieben Mitarbeitern. 1950 wurde bereits mit dem Bau eines zweiten Werkes in Im Ruiter Tal in Ruit begonnen. 1953 baute das Werk in Bruchsal mit 300 Beschäftigten Geräte für Großküchen. 1961 wurde Neff Europas größter Elektroherdhersteller und beschäftigte zu dieser Zeit rund 2.500 Mitarbeiter an vier Werkstandorten: zwei Werke in Bretten und je ein Werk in Bruchsal, Rinklingen und Ittlingen (Gießereien). 1964 fanden in fast 50 Ländern der Welt Neff-Erzeugnisse ihre Abnehmer. Neff war bereits größter Hersteller von Elektro-, Kohle- und Ölherden in Deutschland – zunehmend auch im europäischen Raum. 1967 feierte Neff 90-jähriges Bestehen mit knapp 4.400 Mitarbeitern, die etwa 500.000 Geräte im Jahr produzierten.
1969 stand Neff kurz vor der Pleite: man hatte sich mit dem Kauf der Konkurrenzfirma Junker & Ruh übernommen. Neff wurde eine Tochtergesellschaft der AEG, und 1972 zeichnete sich ein neuer Aufschwung ab: Eine neue Fertigungseinrichtung und ein Hochregallager wurden fertiggestellt, die Herdproduktion wurde weiter gesteigert. 1981 wurde eine neue Lackieranlage und Phosphatieranlage in Betrieb gestellt.
Am 17. August 1982 musste die Carl Neff GmbH als Tochtergesellschaft der AEG Liquidationsvergleich anmelden. Die Landesregierung Baden-Württembergs stellte dem Unternehmen 10 Millionen DM zur Verfügung, um eine Wiederaufnahme der Produktion zu ermöglichen. Am 1. Oktober 1982 ging das Unternehmen in den Anschlusskonkurs, nachdem die Mindestvergleichsquote von 35 % nicht erfüllt werden konnte. Danach übernahm BSH Bosch und Siemens Hausgeräte die Marke Neff und gründete die Neff GmbH, München. Die Fabrikstandorte der BSH wurden mit dem Werk in Bretten ergänzt. 1986/87 begann die Flachschirmhaubenproduktion, eine elektrostatische Tauchemaillierung und Pulveranlage wurden installiert. 1992 wurde bei Neff die Gruppenarbeit in der Herdmontage eingeführt. 1993 erfolgte der Spatenstich zum Bau einer zweistöckigen Montagehalle, am 25. Juni wurde der zehnmillionste Neff-Herd produziert. 
1997 stieg Neff in die Fertigung von Dunstabzugshauben ein, 1999 wurde die Fabrikation erweitert. Um 2015 wurden jährlich über 500.000 Herde und rund 500.000 Dunstabzugshauben in Bretten gefertigt. Zudem ist dort das Kompetenzzentrum für Dampftechnologie beheimatet.

## Produkte

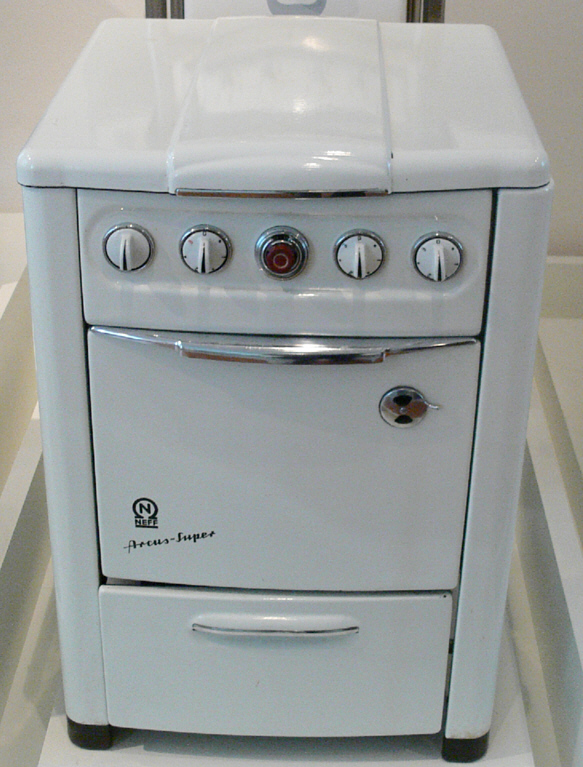
Elektroherd „Arcus super“, 1957

Das Unternehmen stellt Einbaugeräte für den Haushalt her, dazu zählen Elektro-Einbauherde, Elektro-Kochfelder, Elektro-Einbaubacköfen, Gas-Kochfelder, Kombi-Einbauherde, Mikrowellen, Dunstabzüge, Geschirrspülmaschinen, Kühl- und Gefriergeräte und Wäschepflegegeräte.